# Josef Knězek
Josef Knězek (7. srpna 1908 Frenštát pod Radhoštěm – 6. února 1969 Frenštát pod Radhoštěm) byl moravský lidový řezbář.

## Život
Josef Knězek se narodil do rodiny tkalcovského mistra Ferdinanda Knězka (*5. 12. 1871) a Terezie, rozené Slezinské (*14. 9. 1876). Měl 4 sourozence: Marii, Žofii, Aloise a Annu. Podle představ rodičů se měl Josef jako nejmladší dítě manželů stát původně knězem. Již na obecné a měšťanské škole ovšem projevoval výrazné kreslířské nadání. Majetkové poměry rodiny nedovolily talentovanému chlapci výtvarné studium, proto se vyučil krejčím . Po návratu z vojenské služby a sňatku krejčovské řemeslo již natrvalo opustil. Pracoval jako hlídač u frenštátské firmy Polach, později jako dělník a vrátný v národním podniku MEZ a TON. Josef Knězek se oženil se dne 1. června 1931 s Annou, rozenou Jandovou (*23. 9. 1910, †26. 10. 1973), dcerou koláře Josefa Jandy. Mladí manželé získali byt jako neplacení správcové na Orelském stadionu ve Frenštátě, kde bydleli až do cca poloviny roku 1945. Společně vychovali 4 děti - Annu (*1932), Josefa (*1936), Marii (*1943) a Pavla (*1947). Knězek byl mmj. i amatérským hudebníkem - v městské hudbě hrál na lesní roh, o Vánocích v kostele na valašskou trúbu .

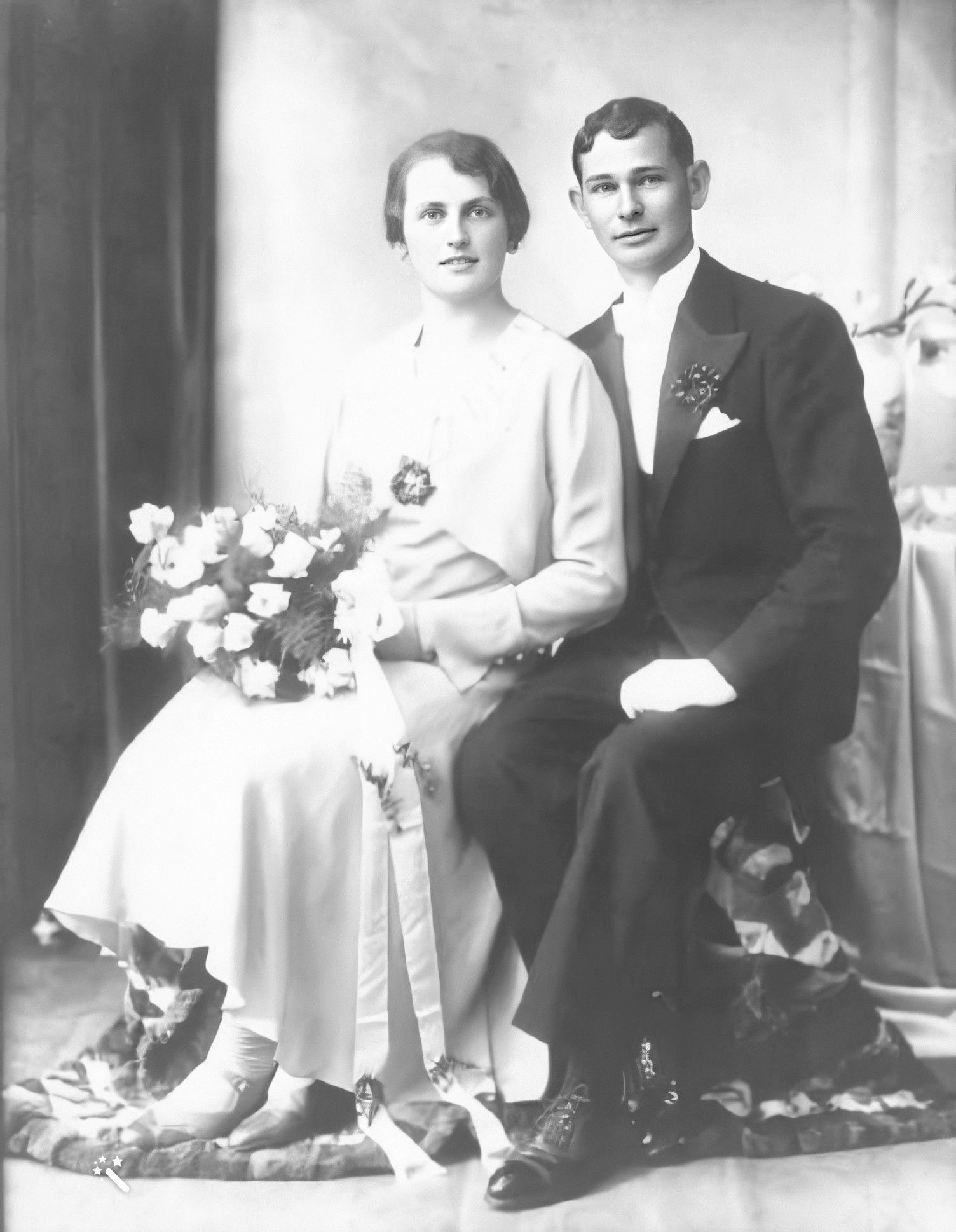
Josef Knězek s manželkou Annou

## Začátky, inspirace a tvorba v mládí
Od 30. let 20. století se začal zabývat řezbou a u této záliby setrval. Mezi Knězkovy rané práce patří betlémy pro římskokatolické farní úřady v Přívoze a ve Frenštátě. Ve 40. letech byla jeho tvůrčí práce nejintenzivnější. Nemálo k tomu přispěl více než roční pracovní pobyt v sochařském ateliéru bratří Kotrbů v Brně a návštěva večerních kurzů práce se dřevem v brněnské uměleckoprůmyslové škole. Možnost nastoupit do dílny Heřmana Kotrby v Brně na Petrově mu zprostředkovali přátelé a známí z frenštátské orelské organizace a katolické církve. Zde se seznamoval s opravdovým řezbářským řemeslem, po večerech navštěvoval kurzy v umělecké přípravě. V dílně se seznámil také s ukrajinským řezbářem Vasiľem Svidou  (*1913, Packaňovo, Ukrajina). Jeho tvorbu ovlivnili i frenštátští umělci – zejména malíř Břetislav Bartoš a sochař Jan Knebl.

## 40. léta
Na začátku války byla gestapem odhalena skupina Odboje během druhé světové války, jejímž byl členem, a strávil cca 10 měsíců ve vazbě (Olomouc, Ostrava, Vratislav). Při zatýkání a domovní prohlídce byla u něj objevena hlava prezidenta Tomáše Garrigua Masaryka, kterou právě vyřezával. V té době již měl 2 děti o které se pak musela postarat manželka Anna za přispění své rodiny. Po překonání této tvrdé zkoušky marně hledal zaměstnání.
Tématem Knězkových plastik je především všední život, zobrazený např. v dílech Políbení (1942), Odpočinek (1943), Pasáček (1943), Dostaveníčko (1944), Sekáč (1942) a Žebrák (1943). K nejzdařilejším patří práce čerpající z domácí zbojnické tradice – Zbojník I. (1943), Zbojník II. (1946), Ondráš (1946) a Valašský odboj (1946). Mezi rozměrnější díla se řadí Loučení Kosinovo (1946), Ondrákova smrt (1946), Obtúlaný (1946) a Kristus u studánky (1945) na motivy básně Josefa Kaluse. V 50. letech vznikají Tarokáři (1950) a několik reliéfních prací – plaketa MEZ (1949) či rozměrné Zrození židle vytvořené pro podnik TON ve Frenštátě p. R.

## Pozdní tvorba a výstava EXPO 67
Mezi Knězkovy poslední práce patří betlém se zvířecími figurkami v barokizujícím pojetí. Představuje výtečnou ukázku jeho řemeslné dovednosti, proto byl vystaven i na Světové výstavě v roce 1967 v Montrealu. Dílo Josefa Knězka, nyní rozptýlené v soukromém majetku, částečně i ve sbírce frenštátského muzea, neztratilo nic ze své přitažlivosti ani v časovém odstupu.
V závěrečné době svého řezbářského působení vytvořil svůj poslední (šestý) „Valašský betlém“ (původním vlastníkem byl p. MUDr. R. Machek). Betlém byl později součástí československé prezentace na světové výstavě v kanadském Montrealu EXPO 67.
Josef Knězek zemřel ve věku nedožitých 61 let v důsledku nedostatečnosti plic.

## Dílo

### Valašské betlémy (30. - 40. léta)[17]
Prvním dílem J. Knězka jsou kolorované figury tvořící společně s pozadím p. Bartoše a budovami p. Leopolda Pustky betlém, který je součástí expozice Památník bratří Strnadlů a J. Knebla v Trojanovicích. Další výraznější řezbářskou práci „Valašský betlém“ z roku 1931 mohlo být jeho vánoční muzicírování v kostele sv. Jana Křtitele ve Frenštátě. Původním vlastníkem byl p. Leopold Reček z Kvítkovic. V roce 1932 Knězek vytvořil další „Valašský betlémem“ (původním vlastníkem byl továrník Leopold Pustka z Frenštátu). V roce 1934 Knězek vytvořil v pořadí třetí „Valašský betlém“, a to pro JUDr. Hromádku z Brna. Knězek během života vytvořil ještě nejméně dva další betlémy, jeden v roce 1943 pro Farní úřad v Ostravě-Přívoze a další v roce 1944 pro Kostel svatého Jana Křtitele (Frenštát pod Radhoštěm).

### Valašské lidové figury (výběr)[21]
1. Alegorie zbojníků (1935 & 1943)
2. Valaška u Boží muky
3. Zbojník (1942)
4. Sekáč (1942)
5. Žebrák (1942)
6. Všeci ludě povědajú (1942)
7. Ondráš a Juráš (plaketa, 1942)
8. Bača s ovečkou
9. A já su synek z Polanky (1943)
10. Pasáček (1943)
11. Kopačka (1944)[22]
12. Idyla z hor (1944)
13. Výměnkáři (1944)
14. Dřevaři (1944)
15. Hra v kuličky (1944)
16. Babička s housaty (1945)
17. Pytlák
18. Tanečník
19. Polanky
20. Rozsévač
21. Drvoštěp
22. Pasák
23. Odpočinek
24. Dřevorubec
25. Dobrý pastýř
26. Valach v lese

### Náboženská tematika (výběr)
1. Madona s dítětem (1941)
2. Na cestě z kostela (1941)
3. Krucifix (1944)
4. Budha (1944)[23]
5. Kristus uzdravuje (1944)
6. Srdce Pána Ježíše (1944)
7. Pane, pomoz mi! (1944)

### Milostná tematika (výběr)
1. Zásnuby
2. Lidová svatba
3. Dostaveníčko
4. Políbení

### Řezby související s obdobím Protektorátu (vytvořeny po 2. sv. válce)
1. Lidice
2. Pod tlakem nacismu
3. Ve spárech gestapa
4. Za svobodu
5. Valašský odboj

### Řezby inspirované díly jiných umělců
1. Únos Černohorky (dle Čermáka)
2. Duben (dle Mánesa)
3. Sv. Václav (dle Myslbeka)
4. Pijme Juro, pijme Jan... (dle B. Bartoše)

### Řezby související s pracovním prostředím
1. Plaketa MEZ
2. Sokol
3. Zrození židle

V roce 2008 byla při příležitosti výročí 100 let uspořádána v pobočce Muzea Novojičínska ve Frenštátě vernisáž výstavy jeho prací. K této příležitosti byla vydaná i katalog k výstavě v Muzeu ve Frenštátě pod Radhoštěm se snímky jeho prací.